# Ігрунка карликова
Ігрунка карликова (Cebuella pygmaea) - невеличкий вид мавп Нового світу родом з тропічних лісів Амазонки в Південній Америці. Найменша мавпочка, вагою 100-120г, зовнішністю схожа на білку. Довжина тіла 12-15.5 см, довжина хвоста може бути 19-20см. До родини ігрункових належить 21 вид мавп, серед них - ігрунка звичайна, мармозетка срібляста, ігрунка білоплеча і сагуїна імператорська. Мешкають групами по 4-15 осіб, живляться комахами, фруктами, бруньками, квітами, яйцями дрібних птахів. Як правило, у них народжуються двійні, інколи — трійні. Вага маляти не більше 20 грамів. Протягом кількох місяців сисунці висять на животі у матері, після 5 місяців стають самостійними, а в 2—3 роки обзаводяться власними сім'ями. 

## Опис
Карликова ігрунка має довге волосся на голові і на щоках, яке утворює мантію. Цей вид не має китичок на вухах.
Зуби: долотоподібні, пристосовані для віддирання кори з дерев (улюбленими ласощами є смола).
Задні кінцівки довші, ніж передні, пристосовані для стрибків. На всіх пальцях, окрім великих, є дуже гострі кігті, якими мавпочка притримує їжу.
Шерсть м'яка і шовковиста. Забарвлення коричневе з жовтуватими і зеленуватими плямами, подекуди темно-сіре, мармурове, нижня частина тіла білувата. Шерсть не така блискуча, як у інших ігрунок. У тварин немає вторинних статевих ознак, особини обох статей зовні абсолютно однакові (статеві органи, звичайно ж, розрізняються). 

## Цікаво
- Карликові ігрунки мітять свою територію за допомогою пахучої субстанції, запах якої допомагає орієнтуватися одноплемінникам.
- У голосовому репертуарі ігрунок дуже багато таких високих звуків, яких людина просто не чує.
- У карликових ігрунок маленькі, заховані під мантією вуха. Саме цим вони відрізняються від інших видів родини, що мають великі вушні раковини, дуже часто з китичками волосся на кінцях.
- Найкраще у цих мавп розвинені слух та зір.
- Народження близнят у карликових ігрунок є скоріше правилом, аніж винятком. Тільки у десяти випадках зі ста народжується одне або ж троє дитинчат.
- Карликова ігрунка трошки більша за мишу і цілком вміщується у столовій ложці.